# Egerbocs
Egerbocs là một thị trấn thuộc hạt Heves, Hungary. Thị trấn này có diện tích 15,95 km², dân số năm 2010 là 547 người, mật độ 34 người/km².